# Grand Prix de Plouay
Il Grand Prix de Plouay - Lorient Agglomération è una corsa in linea femminile di ciclismo su strada che si disputa annualmente nel comune di Plouay, in Francia. Dal 2016 fa parte del calendario del Women's World Tour, mentre dal 2002 al 2015 è stato parte del calendario di Coppa del mondo femminile.

## Albo d'oro
Aggiornato all'edizione 2024.
| Anno                                                       | Vincitrice                     | Seconda                        | Terza                          |
| Grand Prix de Plouay femminile                             | Grand Prix de Plouay femminile | Grand Prix de Plouay femminile | Grand Prix de Plouay femminile |
| ---------------------------------------------------------- | ------------------------------ | ------------------------------ | ------------------------------ |
| 2002                                                       | Regina Schleicher              | Petra Rossner                  | Susanne Ljungskog              |
| 2003                                                       | Nicole Cooke                   | Judith Arndt                   | Mirjam Melchers                |
| 2004                                                       | Edita Pučinskaitė              | Mirjam Melchers                | Oenone Wood                    |
| 2005                                                       | Noemi Cantele                  | Edita Pučinskaitė              | Monica Holler                  |
| 2006                                                       | Nicole Brändli                 | Giorgia Bronzini               | Nicole Cooke                   |
| 2007                                                       | Noemi Cantele                  | Nicole Cooke                   | Marta Bastianelli              |
| Grand Prix de Plouay-Bretagne                              |                                |                                |                                |
| 2008                                                       | Fabiana Luperini               | Luise Keller                   | Suzanne de Goede               |
| 2009                                                       | Emma Pooley                    | Marianne Vos                   | Emma Johansson                 |
| 2010                                                       | Emma Pooley                    | Marianne Vos                   | Emma Johansson                 |
| 2011                                                       | Annemiek van Vleuten           | Evelyn Stevens                 | Marianne Vos                   |
| 2012                                                       | Marianne Vos                   | Tiffany Cromwell               | Elisa Longo Borghini           |
| 2013                                                       | Marianne Vos                   | Emma Johansson                 | Anna van der Breggen           |
| 2014                                                       | Lucinda Brand                  | Marianne Vos                   | Pauline Ferrand-Prévot         |
| 2015                                                       | Elizabeth Armitstead           | Emma Johansson                 | Pauline Ferrand-Prévot         |
| 2016                                                       | Eugenia Bujak                  | Elena Cecchini                 | Joëlle Numainville             |
| Grand Prix de Plouay-Lorient Agglomération                 |                                |                                |                                |
| 2017                                                       | Elizabeth Deignan              | Pauline Ferrand-Prévot         | Sarah Roy                      |
| Grand Prix de Plouay - Lorient Agglomération - Trophée WNT |                                |                                |                                |
| 2018                                                       | Amy Pieters                    | Marianne Vos                   | Coryn Rivera                   |
| 2019                                                       | Anna van der Breggen           | Coryn Rivera                   | Amy Pieters                    |
| 2020                                                       | Elizabeth Deignan              | Elizabeth Banks                | Chiara Consonni                |
| Grand Prix Lorient Agglomération - Trophée Ceratizit       |                                |                                |                                |
| 2021                                                       | Elisa Longo Borghini           | Gladys Verhulst                | Kristen Faulkner               |
| Classic Lorient Agglomération - Trophée Ceratizit          |                                |                                |                                |
| 2022                                                       | Mavi García                    | Amber Kraak                    | Grace Brown                    |
| 2023                                                       | Mischa Bredewold               | Marta Lach                     | Sofia Bertizzolo               |
| 2024                                                       | Mischa Bredewold               | Chloé Dygert                   | Liane Lippert                  |

## Statistiche

### Vittorie per nazione
Aggiornato all'edizione 2024.
| Pos. | Nazione       | Vittorie |
| ---- | ------------- | -------- |
| 1    | Paesi Bassi   | 8        |
| 2    | Gran Bretagna | 6        |
| 3    | Italia        | 4        |
| 4    | Germania      | 1        |
| 4    | Lituania      | 1        |
| 4    | Polonia       | 1        |
| 4    | Spagna        | 1        |
| 4    | Svizzera      | 1        |